# Hégémonie

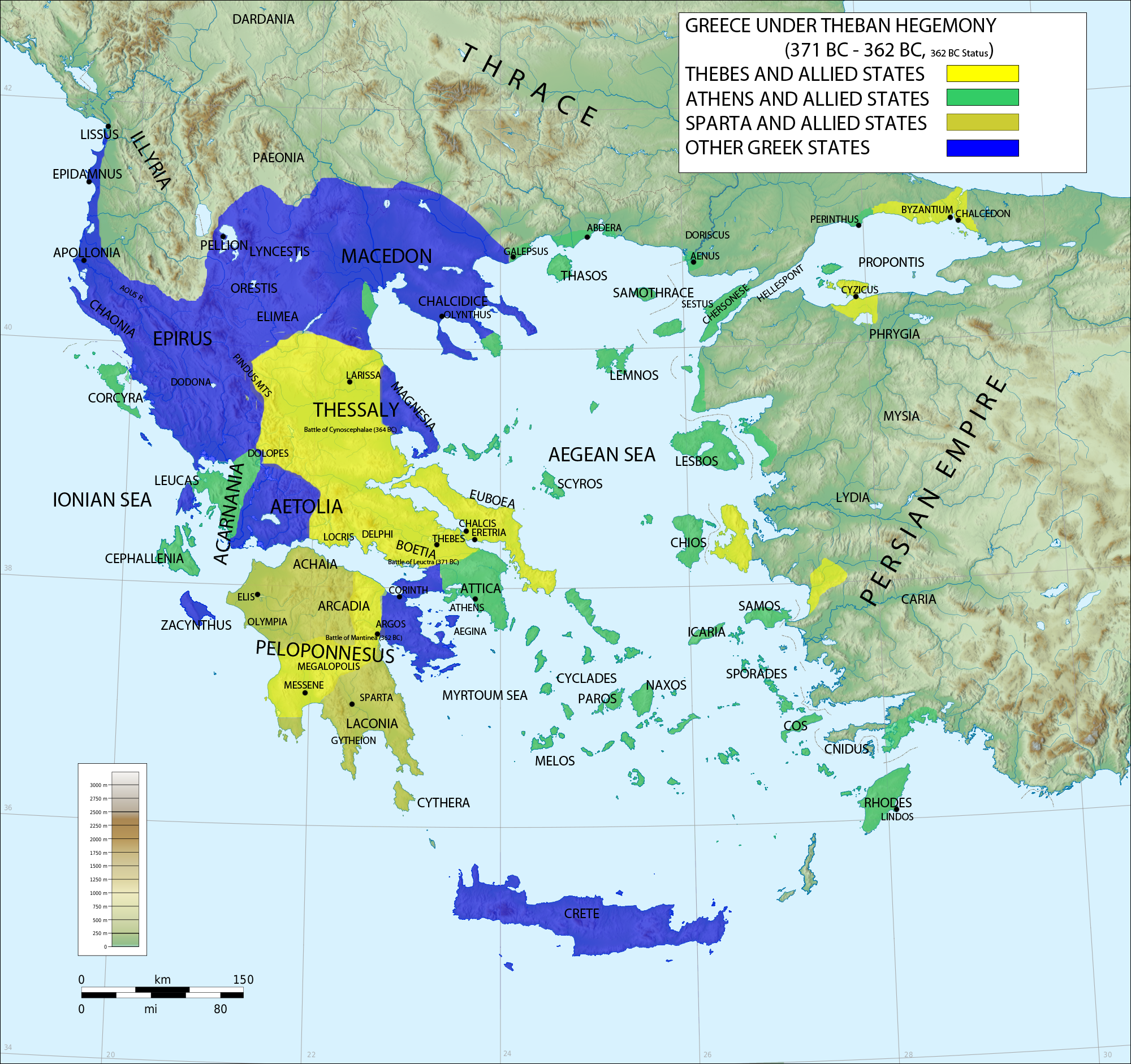
Carte montrant l'hégémonie de Thèbes dans la zone grecque.

L'hégémonie est dans le langage courant une domination sans partage. Celui qui l'exerce peut être qualifié d'« hégémon ».
C'est un mot d'origine grecque dérivé du mot hêgemôn (ἡγεμών, « commandant des chefs »). Hégémon est ordinairement appliqué à l'Antiquité grecque et à la période des Printemps et Automnes de l'histoire de la Chine.
- Dans le cycle de science-fiction Les Cantos d'Hypérion de Dan Simmons, l'Hégémonie est le gouvernement interplanétaire des humains.
- Dans les œuvres de Orson Scott Card (Cycle d'Ender et la Saga des ombres), l'hégémonie est le mode de gouvernement au IIIe millénaire.
- Pour le philosophe marxiste Antonio Gramsci, c'est un concept forgé pour désigner la domination idéologique d'une classe par une autre (voir hégémonie culturelle et le concept d'hégémonie chez Gramsci).
- Les historiens[Lesquels ?] parlent ainsi d'« hégémonie du parti communiste » dans les dictatures se réclamant du marxisme[1].
- Il est aussi utilisé comme synonyme de suprématie.